# 気持ち
気持ち（きもち）は、物事に接した際それに対して感じた心の状態や心のありかた。からだの状態からくる快適・不快な感じを指す場合にも使われる。歴史的には「心持（こころもち）」という言葉の方が古く、江戸時代中期はこちらが主に使用されていたが、徐々に心持の使用頻度が少なくなり、昭和以降は「気持ち」が圧倒的優勢となった。
心理学ではこの用語が感情と密接に関連しており、感情にかかる意識上の主観的経験を指す用語である。気持ちを測る神経生理学上の手法は多くあるものの、それが一様にかつ個人差を越えて有効だとは認められていない。これはまた、気持ちが個人的または主観的な意識の状態 や自我の状態としても解釈されることを示唆している。気持ちは、我々の感覚器官に由来する刺激が処理されて生れたものである。その感覚器は我々を取巻く世の光景だけでなく、我々自身の体に起きている事象をも伝えてくれる。気持ちは、外的な事実だけでなく我々自身の価値判断が表れたものでもある。
言葉の微細な波紋、"少しばかり"の優しさ、 "僅かに"感じる、その巧みなニュアンス。

## 感情との違い
神経科学者のアントニオ・ダマシオは気持ちと感情を次のように区別している。「感情」とは心象（mental images）とそれに伴う身体的変化を指すのに対し、「気持ち」とは身体的変化の知覚を指している。言い換えるなら、感情には主観的要素のほか第三者の目に見える要素（例えば表情・仕草など）が含まれるが、気持ちは主観的かつ私的なものである

## 内臓との関係

### 腸
物事に接した際の感情的な反応が腸の働きに反映されることがあり、これを英語圏ではgut feeling（腸の感覚）やgut reaction（腸の反応）などと呼ぶ。不安な気持ちなどで具合が悪くなったり、気持ちが安らぐと具合が良くなったりもする。例えば、緊張は「胃がよじれる」ような感覚をもたらすことがある。脳の働きが腸に影響を及ぼすように、腸の状態もまた脳に影響を及ぼすことが知られており、これを脳腸相関という。これらの思想は長年受け継がれてきたもので、19世紀の西洋医師の多くが精神疾患の起源を腸から派生するものだと考えていた

### 心臓
様々な気持ちを生み出す心は体のどこにあるのか、という命題は古代より論じられている。好きな人といれば胸が高鳴ったり、悲しいことがあると胸が締め付けられるような感覚を覚えるため、心は心臓付近にあると答える人も多い（そもそも心臓は「心を司る臓器」が名称の由来である）。古代ギリシアではアリストテレスがこの心臓説を唱え、中世に至るまで人々に影響を与えた。ただしその後は心臓よりも脳室説が優勢となり、「心」が働くには脳の活動が不可欠である、と現代では考えられている。

## 知覚との関連
他人の感情表現や気持ちを理解することが、自分達の応対方法を決めることになる。個人の状況対応方法は心情則 (feeling rules) に基づく。事情を知らされた人と知らない人とでは振る舞いが全く異なる。例えば悲劇的な事件が起きた場合、それを知っている人達の反応は同情的になるが、事情を知らない人達では無関心な反応を示す場合もある。事件に関する知識や情報の有無が、事柄に対する個人の見解や反応を形成しうる。
心理学教授のティモシー・D・ウィルソンらは、確信を持てない気持ち(feeling of uncertainty)に関して状況が不確定または不明瞭な時ほど、より多くのお金が投じられることを発見した。物語の背景や結末を知らないがゆえ、人は常に心の中で事件を再生して、悲喜こもごも入り混じった気持ちを抱く。
人は安心感などを得るために（自分の関わる）事柄について詳細を全て知りたいと考えるが、不確実性を感じるとそこに謎めいた感覚があるためより楽しい事柄につながる場合もあることをウィルソンは発見した。実際、分からないという気持ちは何が待っているのかを常に考えたり感じるように人々を導くことができる。

## 気持ちに関する考察

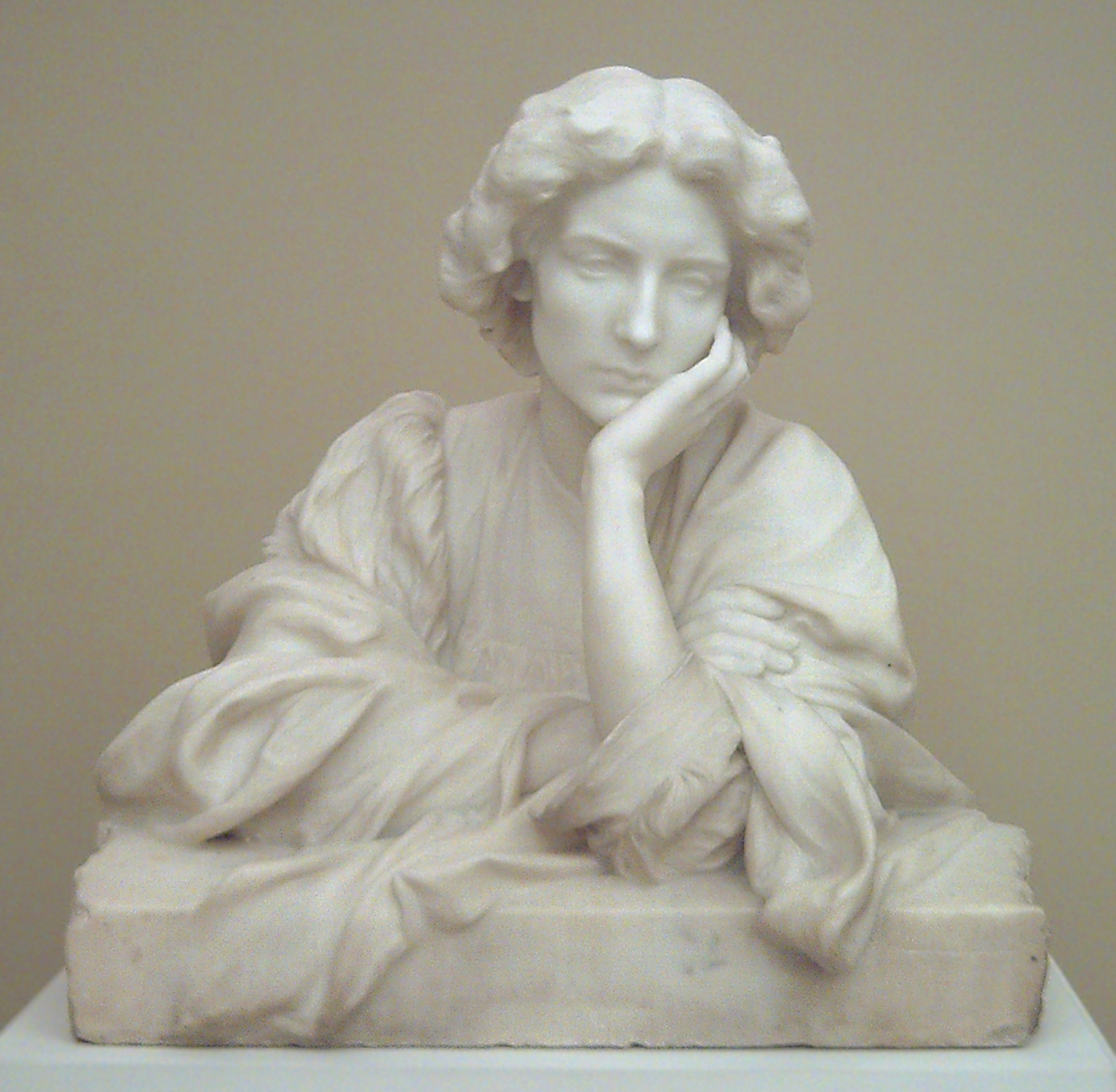
『繊細な女(Sensitiva)』ミゲル・ブレイによる1910年頃の彫刻

社会生活をおくる人々は、何かが自分にとって望ましい結果や気持ちを与えてくれるのではと未来に期待することがある。自分を幸せや興奮させてくれると思える事柄に熱中することは、一時的なスリルを引き起こすだけにすぎなかったり、待ち望んでいたことと逆の結果になる場合もある。イベントや体験は自分の気持ちを満たすために行われて追体験される。 
過去に経験した気持ちが、現在の意思決定や将来同じ事が起こった時の気持ちに影響を与える傾向がある。ギルバートとウィルソンによる花の購入実験では、過去に花の購入経験がある人のほうが記念日で花を購入することで幸福を感じ、その幸福感が（花の購入経験がこれまで無かった人に比べて）長く続いたことが示された。
社会学者で作家のアービング・ゴフマンによると、人は俳優のように感情表現の方法を制御できるが、内なる感情や気持ちを制御することはできない。内面の気持ちは、外で人々に見てほしい表現を行う場合であれば押し込めることが可能である。こうした感情的な経験は個人が意識的かつ積極的に取り組んでいる継続的なものだと、ゴフマンは説明する。各個人は、内面と外面の気持ち（いわゆる本音と建前）を持って社会に溶け込もうとする。

### 自傷行為
気持ちは害悪側にも作用しうる。人生において猛烈なストレスや問題を抱えている時、当人が自傷行為に及んでしまうことがある。気持ちが晴れ晴れとしている時、人々は絶対にそれを終わらせたくないと思う。逆に気持ちが憂鬱だったり落ち込んでいる場合、人々はその気持ちを消し去りたいと思う。自分自身に危害や痛みを加えることは多くの人にたまに見られる反応で、なぜなら人々は現実問題を一旦忘れるための何かを望んでしまうからである。こうした人達は、その痛みが自身の現実問題ほど悪いものではないと考えているので、現在自分が感じているものとは別の何かを感じるために、自分自身を切ったり、刺したり、食事をとらずにいる。多くの人が自傷行為を選択するのは、気持ちを紛らわすことだけが理由ではない。一部の人々は自身を罰するために自傷行為に至る（軽微な例だと、初歩的なミスに恥じ入って自分で頭を小突いたりする）。